# Адршпашсько-Теплицькі скелі

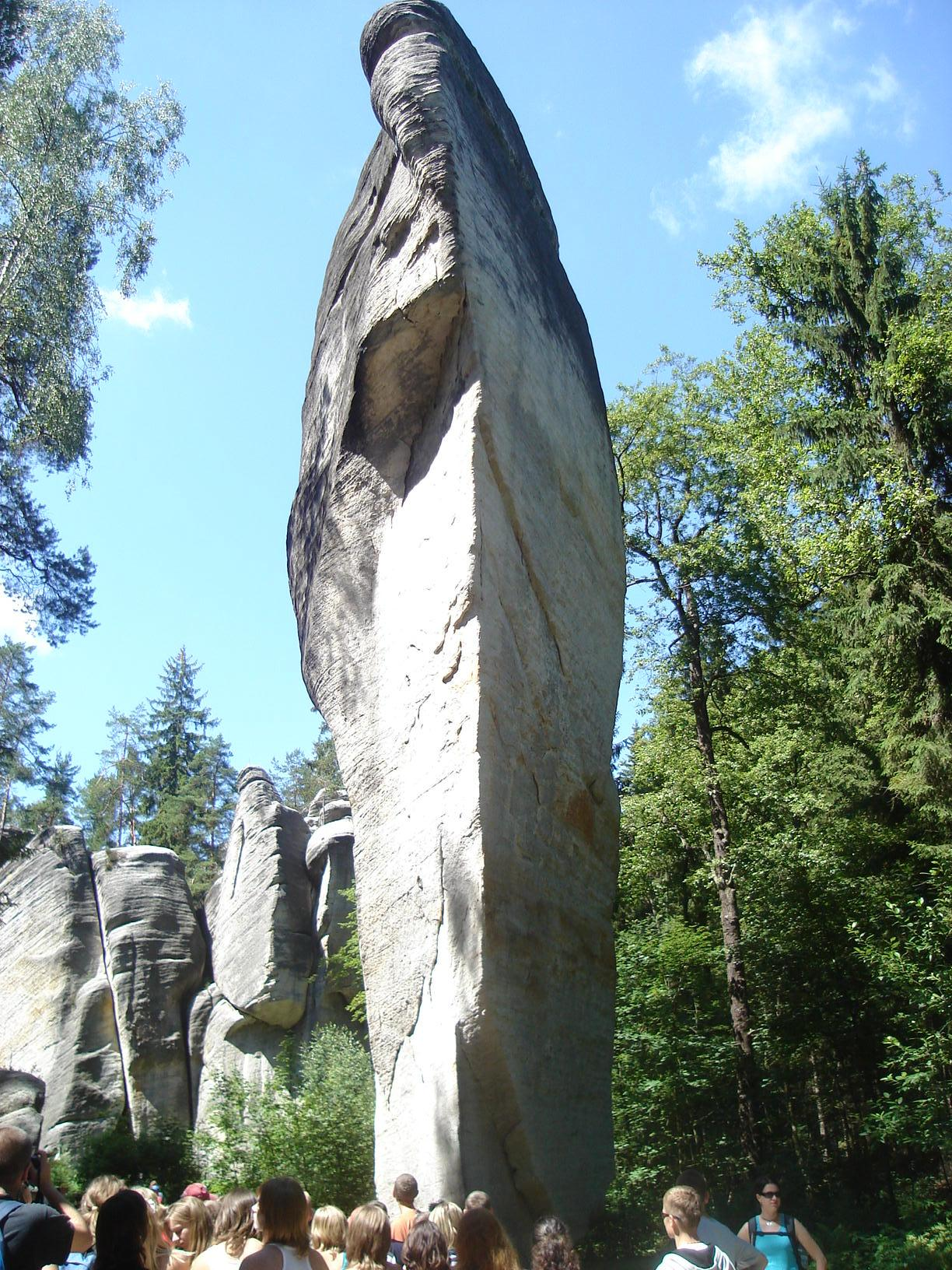
«Цукрову голову» назвали за своєю формою

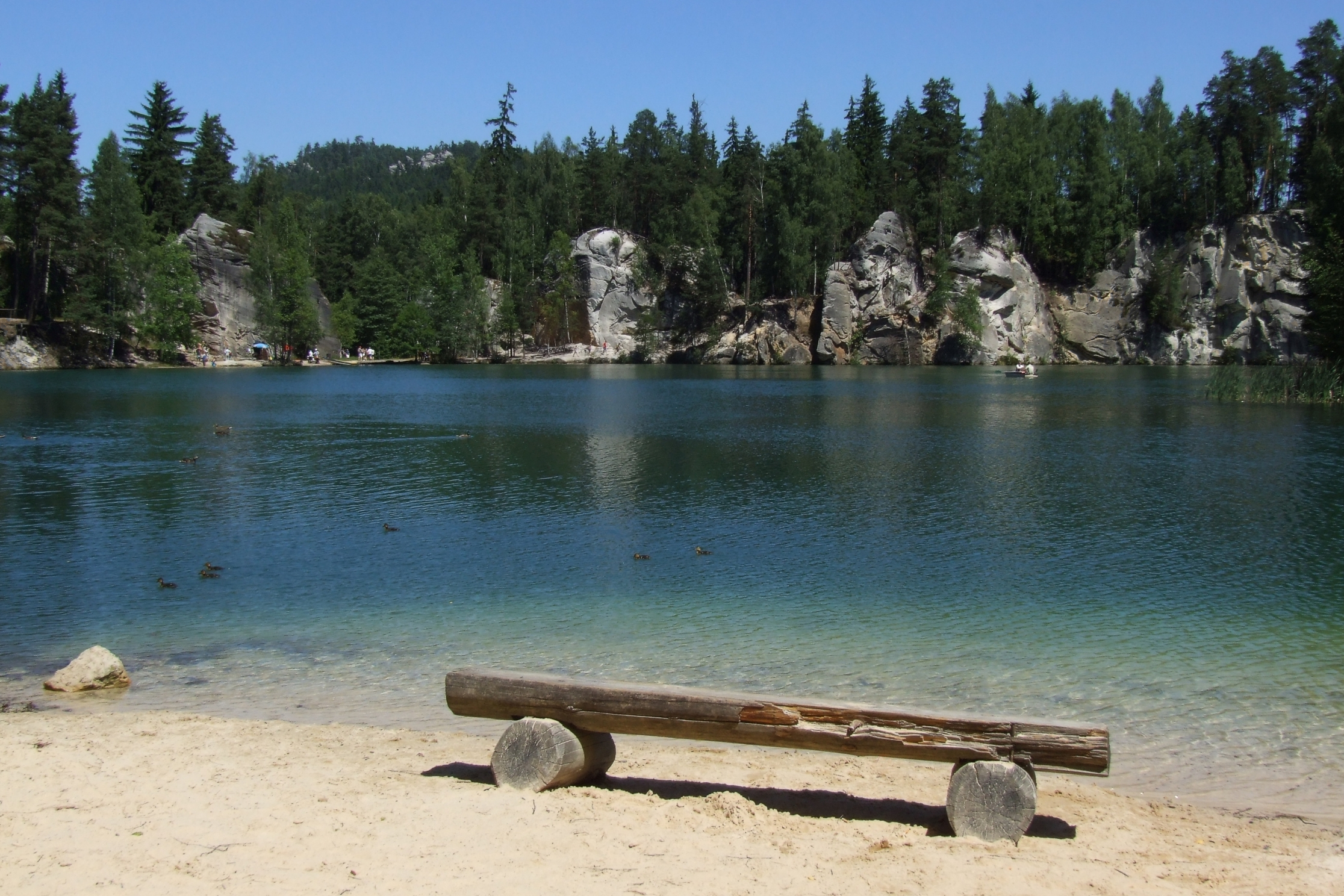
Адршпашські скелі,
озеро у колишньому кар'єрі

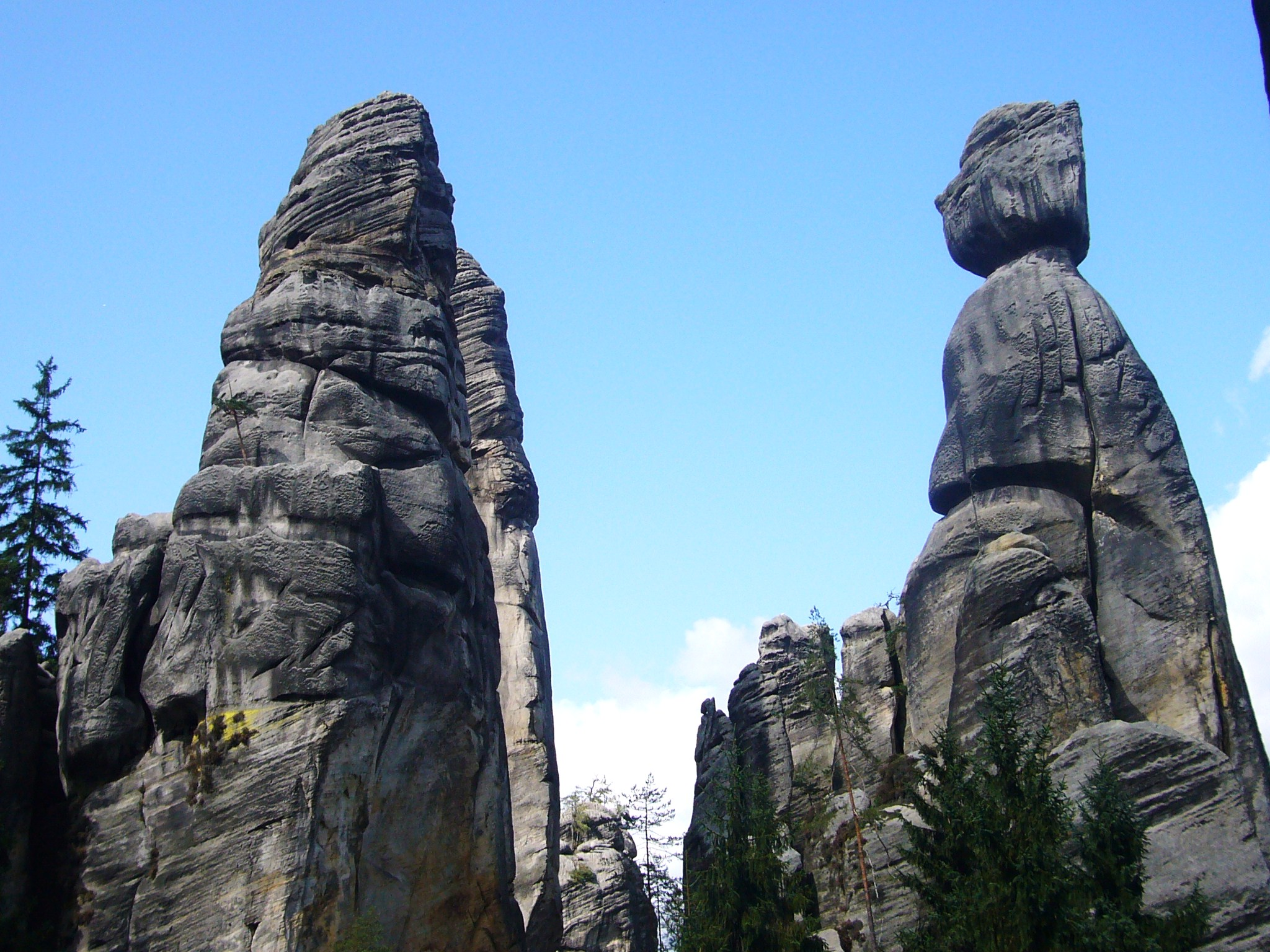
Адршпашські скелі,
Староста та дружина Старости

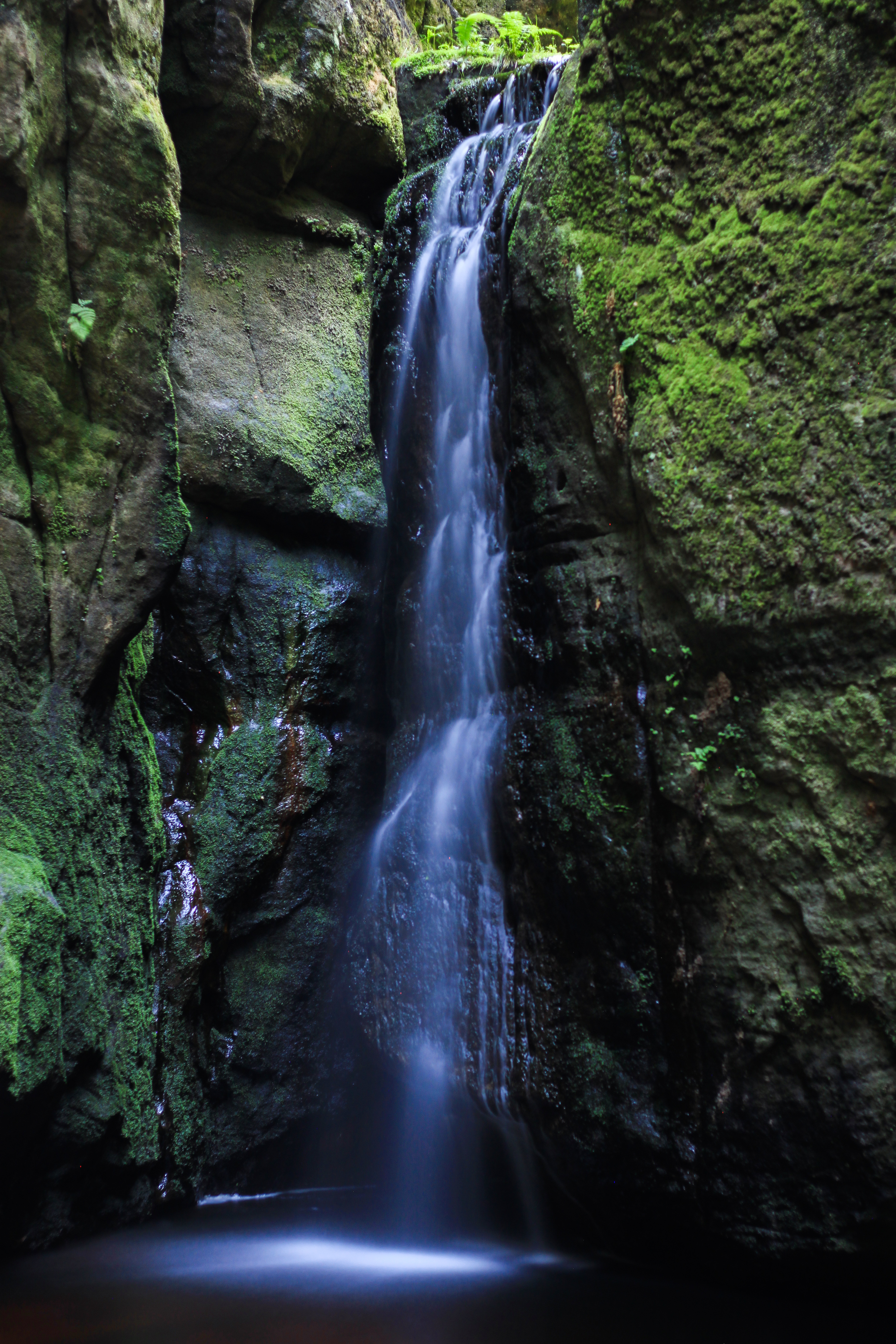
Невеликий водоспад

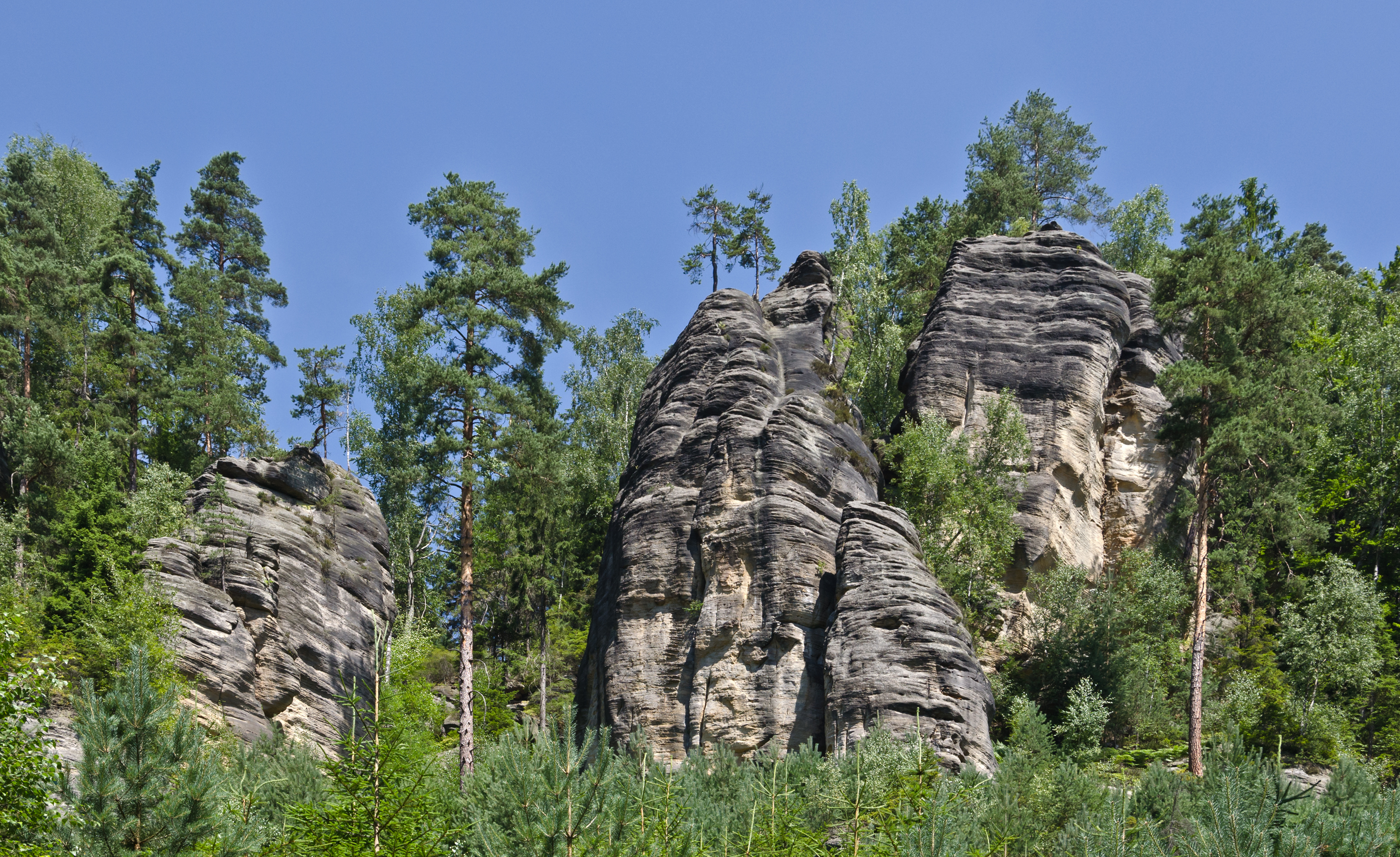
Скельні форми

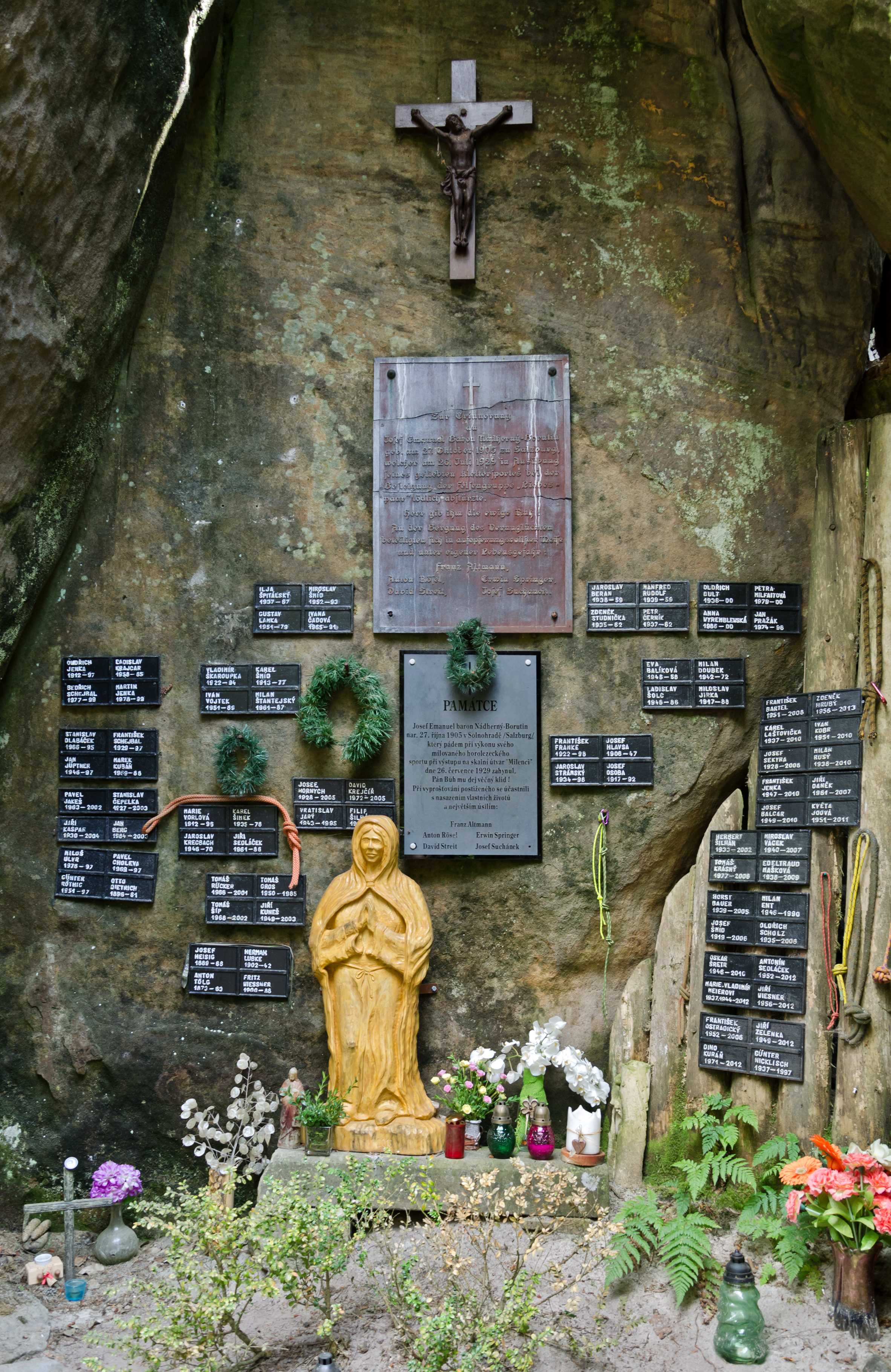
Каплиця жертв гір

Адршпашсько-Тепліцькі скелі (чеськ. Adršpašsko-teplické skály, нім. Adersbach-Weckelsdorfer Felsenstadt) — гірський масив у Центральних Судетах, у Чехії, який є фрагментом Столових гір (чеськ. Broumovska vrchovina), на південь від долини Брумовська, поблизу міста Тепліце над Метуї та села Адршпах, у північно-східній Чехії.
Вся територія масиву лежить у межах природного заповідника «Народний природний резерват Адршпашсько-Тепліцькі скелі». Ці райони є відомою туристичною визначною пам'яткою. Групи кам'яних стін і стрімчаків (з Чеського називаються «скельні міста») розташовані у масиві і є одним з найбільш відомих у світі Пісковикових теренів скелелазіння.

## Геоморфологія
Адршпашсько-Теплицькі скелі є частиною підрозділу Поліцка верховина в геоморфологічній одиниці Броумовська верховина, що в більш широкому розумінні є західною частиною Столових гір.
Найвища скельна височина — Чап (786 м), розташована в південній частині.

## Геологічна структура
Адршпашсько-Тепліцькі скелі розташовані в центральній частині Центрально-Судетської котловини. Вони складені з верхньокрейдових (коньякських) тесаних пісковиків (ашлар, плитняк), котрі лежать майже горизонтально.
У фундаменті виступають глинисті мергелі (турон), суглино-піщані мергелі із вставками тесаних пісковиків (донний турон або каноман — турон), глауконітові пісковики (каномани) та донні пісковики плитняки (каномани). Під відкладеннями верхньої крейди залягають червоні пісковики тріасові а також червоні пісковики, аргіліти і конгломерати пермські.

## Історія
Протягом багатьох років знання про «скельні міста», що лежать навколо Тепліце над Метуї та Адршпахом, були порівняно малі. Місцеві жителі шукали притулку в них, коли відчували загрозу в своїх будинках. Лише близько 1700 року піонери туризму почали приїжджати в Адршпах із сусідньої Сілезії. Найдавніше зображення Адршпашських скель походить з 1739 року.

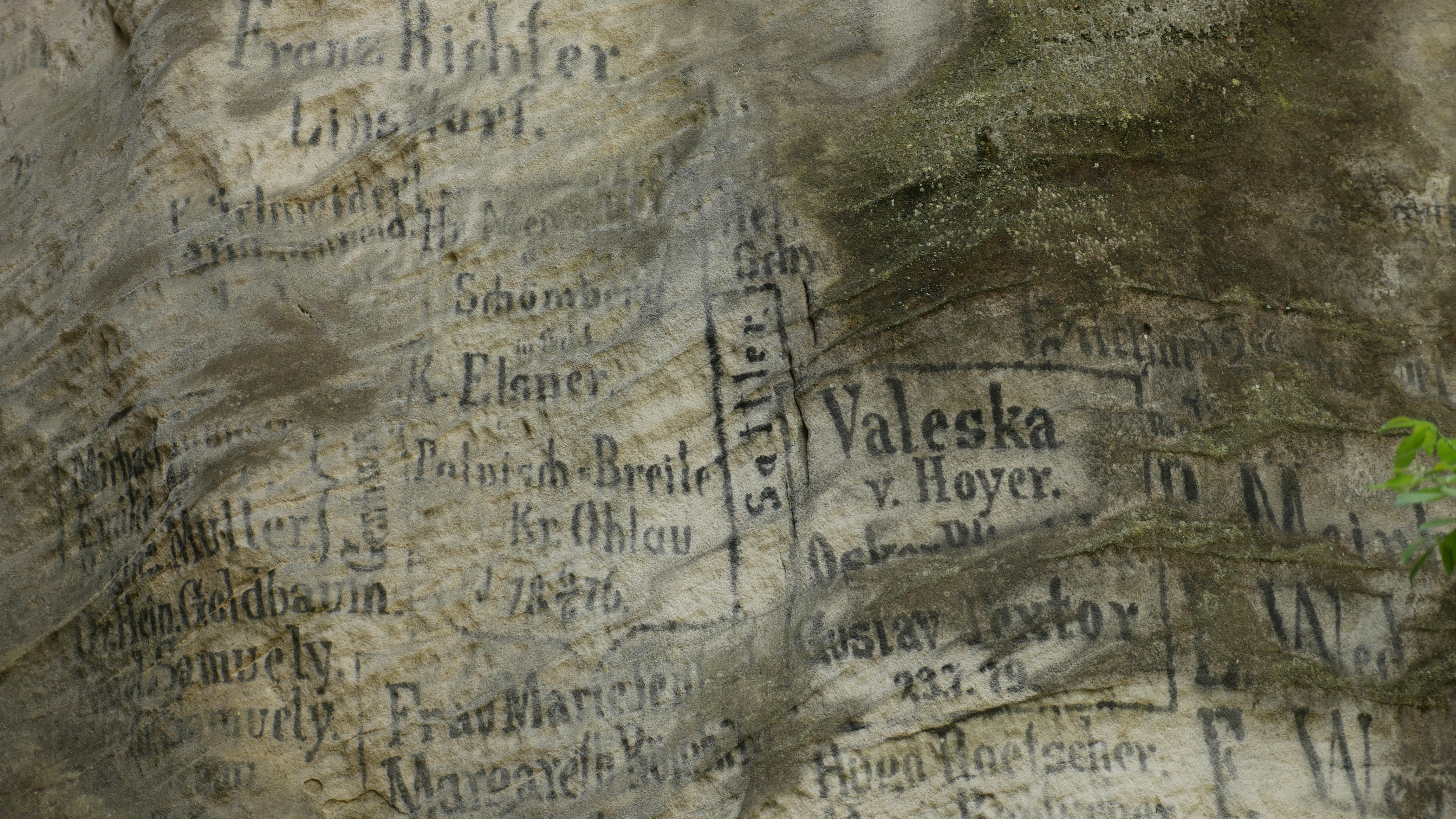
Написи на скелях у скелястому місті

Багато значних історичних діячів мали можливість помилуватися Скельним містом в Адршпаху та Тепліце. Серед інших — прусська королева Луїза, польський король та саксонський курфюрст Август II Сильний, граф Франц Антон фон Шпорк із сусіднього Кукса, імператор Юзеф II, австрійський імператор Кароль I, Йоганн Вольфганг Гете та багато інших. Один із залишків старих подорожей — написи, залишені давніми туристами на скелях. Найдавніший напис походить з кінця 18 століття. На скелі «Закохані» можна побачити решту фарби після напису, зробленого в 1968 році. Був протест місцевих альпіністів проти вторгнення сил Збройних сил Варшавського договору в Чехословаччину.
У 1824 році серед скель спалахнула велика лісова пожежа, що тривала кілька тижнів, що знищило майже всю лісову рослинність. Лише тоді гірські лабіринти стали доступнішими, і власники цих земель почали будувати першу мережу туристичних маршрутів в Адршпачі.

## Адршпашські скелі
Адршпашські скелі, Адршпашське скельне Місто (чеська Adršpašské skály, німецька Adersbacher Felsenstadt) розташовані в північно-західній частині масиву, поблизу села Адршпах. Це унікальні пісковикові блоки, утворені, як пасмо Столових гір, внаслідок нерівномірної стійкості гірських порід до ерозії, котру вимоделювали вода, мороз та вітер.
Однорідна плита з пісковику була розділена численними каньйонами, долинами та щілинами на ряд фрагментів. В Адршпашських скелях є два гірські озера на різних рівнях, через які протікає річка Метуя, утворюючи два водоспади. Частина заросла лісом з численними видами гірської та передгірної флори. Тут також є цікава фауна.
Оплачений туристичний маршрут проходить через лабіринт скельних форм, не вимагаючи практики при ходьбі в горах, що складається з зручних доріжок, сходів з поручнями, драбин та місць штучно побудованих доріжок та платформ. Виходити за цей маршрут дозволяється лише людям зі спеціальним дозволом (працівникам заповідника, вченим та альпіністам).
Багато скель мають власні назви, такі як: Цукрова голова, Коханці, Староста та Дружина старости. Місцевість захищена як природний заповідник. Це дуже цінно не лише з геологічних та геоморфологічних причин, але й з точки зору різноманіття фауни та рослинності. Тут було виявлено 238 первинних видів рослин, наприклад, болотна грона, гірський богомол, альпійський клуб, фіалка двоквіткова.

## Тепліцьке скельне Місто
Тепліцьке скельне Місто (чеська Teplické skalní město, німецька Wekelsdorfer Felsen) розташований у південній частині масиву, найбільшому гірському комплексі такого типу в Чехії. Його площа близько 1800 га.
Скельне містечко поблизу Тепліце трохи менш відоме, ніж Адршпашські скелі, але воно більш розлегле, вище і дикіше. Це найбільш обширний скельний терен цього типу в Чехії, площа якого становить приблизно 1800 га. На відміну від Адршпашських, які утворюють складний, багаторівневий і розгалужений лабіринт, Теплицькі скелі мають форму головним чином у вигляді довгих, обривистих стін, що виростають прямо від рівня землі, з відносно простими, висячими формами, що утворюють внизу систему пласких каньйонів. На околицях каньйонів є кілька вільно стоячих скельних веж, що досягають майже 100 м у висоту.
Через Тепліцкі Скелі також проходить платний пішохідний маршрут, пристосований для непідготовленого туриста.
Тепліцькі скелі завдяки наявності значної кількості вертикальних і високих стін, починаючи з рівня землі, являють собою місце сходження, набагато цікавіше, ніж більш відоме Адршпашські скелі.

## Туризм
Через масив Адршпашсько-Тепліцких скель проходить кілька пішохідних маршрутів різного ступеня складності, в основному дуже легких, що ведуть через обидва скельні міста до складніших, деякі з них ведуть на вершину найхарактерніших шпилів, до руїн замків, краєвидів та менших скельних лабіринтів та ущелин. Є маршрути трохи складніші, вони годяться для більш досвідчених туристів.

## Цікавинки
У межах масиву є руїни трьох замків. На північно-східній частині, на заході від Адршпашських скель знаходиться замок Адршпах; між Тепліцкими скелями і Тепліце — Стремен. Третій замок — Скелі — розташований на південно-східній околиці масиву.
На одній з пішохідних стежок є символічна дерев'яна каплиця, присвячена чеським альпіністам, які загинули не лише тут, а й в інших горах. Каплиця була закладена в скельному виступі, на котрому розміщено пам'ятні дошки людям, які трагічно загинули в горах.